# Roberto Manuel Carlés
Roberto Manuel Carlés (Morón, 17 de septiembre de 1981) es un abogado, jurista y profesor universitario, docente de la Facultad de Derecho de la Universidad de Buenos Aires.

## Biografía
Roberto Manuel Carlés nació el 17 de septiembre de 1981 en el partido de Morón, provincia de Buenos Aires, Argentina. Es hijo de Roberto Manuel Carlés y Ofelia Isabel Rodríguez. 
En el año 2005 obtuvo el título de abogado, con diploma de honor, en la Facultad de Derecho de la Universidad de Buenos Aires, de la cual fue posteriormente docente. Es especialista en Derecho penal y Criminología.
En 2012 obtuvo el título de Doctor en Derecho por la Università degli Studi di Ferrara, de Ferrara, Italia. Su tesis trató sobre: “La responsabilidad penal de las jerarquías militares y políticas por crímenes contra la humanidad”. Su director de tesis fue el juez Eugenio Raúl Zaffaroni, de quien fue discípulo. Es también Doctor en Ciencias Penales por la Universidad de San Carlos de Guatemala.
Fue becario de la Università degli Studi di Ferrara y realizó estancias de investigación en el Max-Planck-Institut für ausländisches und internationales Strafrecht de Friburgo de Brisgovia, Alemania.
Ha sido investigador del Instituto de Investigaciones Jurídicas y Sociales Ambrosio L. Gioja de la Facultad de Derecho y del Instituto Gino Germani de la Facultad de Ciencias Sociales de la Universidad de Buenos Aires.
Es miembro fundador y Secretario de la Asociación Latinoamericana de Derecho Penal y Criminología (ALPEC) y fue Presidente del Comité de Jóvenes Penalistas de la Asociación Internacional de Derecho Penal (2014-2019). Desde 2019 es miembro del Comité de la Révue (Comité Editorial) de la Asociación Internacional de Derecho Penal.  Desde 2020 integra el Consejo de Dirección de la Société Internationale de Défense Sociale pour une Politique Criminelle Humaniste, con estatus consultivo ante el Consejo Económico y Social de la Organización de las Naciones Unidas.
Fue Coordinador del Grupo de Trabajo sobre Estudios Críticos del Derecho del Consejo Latinoamericano de Ciencias Sociales, CLACSO (2016-2019).  
Es autor de numerosos trabajos académicos, publicados en América Latina, Europa y en los Estados Unidos, y participó en carácter de expositor en eventos académicos de su especialidad, en todo el mundo. 
Fue asesor de la Comisión de Seguridad de la Legislatura de la Ciudad de Buenos Aires desde 2006 hasta 2008. Se desempeñó además como asesor, entre otras instituciones, del Honorable Senado de la Nación (desde 2012 hasta 2015).
Fue el Coordinador de la Comisión para la Elaboración del Proyecto de Ley de Reforma, Actualización e Integración del Código Penal de la Nación (Decreto 678/2012). Obtuvo el título de Doctor en Derecho sum cum laude por la Università degli Studi di Ferrara, de Ferrara, Italia. Su tesis trató sobre: “La responsabilidad penal de las jerarquías militares y políticas por crímenes contra la humanidad”. Su director de tesis fue el juez Eugenio Raúl Zaffaroni, de quien fue discípulo. Es también Doctor en Ciencias Penales por la Universidad de San Carlos de Guatemala.  
En octubre de 2014 organizó el primer encuentro de todas las asociaciones científicas dedicadas al estudio de la cuestión penal: la Asociación Internacional de Derecho Penal, la Sociedad Internacional de Defensa Social (por una política criminal humanista), la Sociedad Internacional de Criminología, la Fundación Internacional Penal y Penitenciaria y la Sociedad Mundial de Victimología, junto con la Asociación Latinoamericana de Derecho Penal y Criminología.  La reunión fue en Roma e incluyó una audiencia con el Papa Francisco, quien pronunció un contundente discurso ante los representantes de las asociaciones, el 23 de octubre de 2014, en la Sala de los Papas.
Desde entonces ha colaborado con el Papa en temas de justicia y derechos humanos, entre otros, la cuestión de la pena de muerte. Su trabajo en esta causa condujo a la reforma del Catecismo de la Iglesia Católica. Curiosamente, fue Bergoglio quien le otorgó el sacramento de la confirmación cuando era obispo auxiliar de Buenos Aires, en el año 1992.
Integra desde 2011 el Consejo Editorial de la Revista de Derecho penal y Criminología de la Editorial La Ley. 
Desde 2015 asesora a la Comisión Internacional contra la Pena de Muerte.
Desde 2016 se desempeña como Secretario Letrado de la Procuración General de la Nación (actualmente, en licencia).
Presidente de la Comisión para la elaboración del Proyecto de ley de reforma, actualización y unificación de los Códigos Civil y Comercial de la Nación Argentina. Miembro de la Academia Nacional de Derecho y Ciencias Sociales de Córdoba.
Miembro de la Academia de Derecho del Perú. Copresidente del Consejo Asesor Internacional para la Promoción de la Justicia, la Gobernanza y la Ley para la Sostenibilidad Ambiental del Programa de Naciones Unidas para el Medio Ambiente (PNUMA) de la ONU, 7 de diciembre de 2012.
Desde 2019 es miembro del Consejo Latinoamericano de Justicia y Democracia (CLAJUD), en el Grupo de Puebla.
Es miembro fundador de la Global Interfaith Commission on LGBT+ Lives (GIC+), una coalición para el diálogo interreligioso que tiene por objeto la defensa de los derechos de las minorías sexuales. En particular, esta organización trabaja por la despenalización de la homosexualidad, la prohibición de las terapias de conversión y contra toda forma de discriminación y violencia.
Desde 2020, preside la Fundación Laudato Si', a iniciativa del Papa Francisco.
En agosto de 2020, el presidente Alberto Fernández lo propuso para el cargo de Embajador argentino ante la República Italiana. El 1 de octubre obtuvo el plácet por parte del Presidente de la República Italiana.  El 29 de octubre el Senado de la Nación dio acuerdo a su designación (65 votos afirmativos, 1 negativo, 0 abstenciones). El 24 de noviembre fue designado Embajador Extraordinario y Plenipotenciario ante la República Italiana por el presidente Alberto Fernández (Decreto 904/2020, publicado en el Boletín Oficial de la República Argentina el 25 de noviembre de 2020).

## Propuesta para integrar la Corte Suprema
El 28 de enero de 2015 la entonces Presidenta Cristina Fernández de Kirchner lo propuso para el cargo de juez de la Corte Suprema de Justicia en reemplazo de Eugenio Raúl Zaffaroni, quien había renunciado cuando alcanzó el límite de edad para el ejercicio del cargo, previsto en la Constitución Nacional. Para que su designación fuera aprobada debía ser votada positivamente por dos tercios de los senadores presentes, en una sesión pública convocada al efecto. Sin embargo, veintiocho miembros del Senado, pertenecientes a los partidos de la oposición, ya habían firmado un compromiso para no otorgar la aprobación a ningún candidato propuesto por la presidenta.
Su candidatura recibió el apoyo de organismos de derechos humanos, universidades nacionales y extranjeras, organizaciones científicas y académicas argentinas e internacionales, aunque también generó resistencias entre académicos que notaron su falta de tratectoria. Carlés fue diploma de honor de la Facultad de Derecho de la Universidad de Buenos Aires, es especialista en Derecho Penal y Doctor en Derecho de la Universidad de Ferrara, Italia.es Doctor en Ciencias Penales de la Universidad de San Carlos, Guatemala; presidente del Comité de Jóvenes Penalistas de la Asociación Internacional de Derecho Penal; y secretario de la Asociación Latinoamericana de Derecho Penal y Criminología.
Ese mismo año asume como secretario Adjunto y Miembro Fundador de la Asociación Latinoamericano de Derecho Penal y Criminología (desde 2011). Presidente del Comité de Jóvenes Penalistas de la Asociación Internacional de Derecho Penal (2014-2019). Miembro del Comité de la Révue (Comité Editorial) de la Asociación Internacional de Derecho Penal (desde 2019). Miembro del Consejo Directivo de la Société Internationale de Défense Sociale pour une Politique Criminelle Humaniste, con estatus consultivo ante el Consejo Económico y Social de la Organización de las Naciones Unidas (desde 2020)
El 31 de marzo la Comisión de Acuerdos del Senado, luego de cinco horas y media de audiencia pública, emitió un dictamen de mayoría favorable a la postulación de Roberto Manuel Carlés para ocupar un lugar en la Corte Suprema de Justicia. El debate se dio en el Salón Azul del Senado; en su exposición, Carlés sostuvo que “los jueces, como cualquier ciudadano, deben pagar impuesto a las ganancias”. Al cierre de la exposición de Carlés, luego de que durante más de seis horas respondiera a las preguntas de los senadores y senadoras presentes, el entonces senador Gerardo Morales jefe de la bancada opositora sostuvo que Carlés "tiene una buena carrera y es un buen jurista" pero que su partido había decidido no acompañar su postulación. Por su parte, el entonces senador Miguel Ángel Pichetto destacó "la solvencia demostrada por el Doctor Carlés" y afirmó que el candidato había demostrado "calle y vivencias" y que compartía su visión crítica sobre la forma en que se había establecido el comienzo de la existencia de la persona humana en el nuevo Código Civil y Comercial de la Nación. En la audiencia también surgieron las acusaciones sobre cómo había compatibilizado su puesto full-time en el Senado con su tarea de coordinador de la reforma al Código Penal, respondió que lo había hecho los "sábados y domingos".
En octubre de 2015, poco después de las elecciones presidenciales en primera vuelta, el gobierno retiró la postulación de Carlés y anunció que propondría para integrar el tribunal a Eugenio Carlos Sarrabayrouse y Domingo Juan Sesin (la otra vacante se produciría a partir del 10 de diciembre de 2015, ya que el juez Carlos Fayt quien llevaba en la corte desde 1983 había presentado su renuncia con efectos a partir de esa fecha).
Premio "Fundación Bolsa de Comercio" en 2000.
- Becario Fulbright-FURP (2006-2007).[cita requerida]
- Becario Fulbright (2007).[cita requerida]
- Diploma de Honor de la Universidad de Buenos Aires.[cita requerida]
- Becario del doctorado de investigación de la Università degli Studi di Ferrara (2009-2012).[cita requerida]
- Becario del "Consejo Latinoamericano de Ciencias Sociales" (CLACSO) en 2011.[cita requerida]